# It's a Laugh Productions
It's a Laugh Productions, Inc. là một công ty chế tác chuyên sản xuất các loạt phim sitcom thuộc thể loại live action được công chiếu trên kênh Disney Channel và Disney XD.
Hầu hết các chương trình được ghi hình tại Hollywood Center Studios, ngoại trừ Hannah Montana, Good Luck Charlie, và Austin & Ally, được ghi hình tại Sunset Bronson Studios (trước đó là Tribune Studios); Sonny with a Chance, được ghi hình tại NBC Studios (sau đó mới chuyển đến Hollywood Center Studios để ghi hình mùa thứ hai); Pair of Kings, được ghi hình tại Sunset Gower Studios (sau đó mới chuyển đến Hollywood Center Studios để ghi hình mùa thứ ba); và Shake It Up, được ghi hình tại LA Center Studios (cũng như mùa thứ hai và mùa thứ ba của Good Luck Charlie).

## Các loạt phim
| #  | Tên                           | Ngày công chiếu      | Ngày kết thúc        | Số tập | Kênh truyền hình |
| -- | ----------------------------- | -------------------- | -------------------- | ------ | ---------------- |
| 1  | The Suite Life of Zack & Cody | 18 tháng 3 năm 2005  | 1 tháng 9 năm 2008   | 87     | Disney Channel   |
| 2  | Hannah Montana                | 24 tháng 3 năm 2006  | 16 tháng 1 năm 2011  | 98     | Disney Channel   |
| 3  | Cory in the House             | 12 tháng 1 năm 2007  | 12 tháng 9 năm 2008  | 34     | Disney Channel   |
| 4  | Wizards of Waverly Place      | 12 tháng 10 năm 2007 | 6 tháng 1 năm 2012   | 106    | Disney Channel   |
| 5  | The Suite Life on Deck        | 26 tháng 9 năm 2008  | 6 tháng 5 năm 2011   | 71     | Disney Channel   |
| 6  | Sonny with a Chance           | 8 tháng 2 năm 2009   | 2 tháng 1 năm 2011   | 46     | Disney Channel   |
| 7  | Jonas L.A.                    | 2 tháng 5 năm 2009   | 3 tháng 10 năm 2010  | 34     | Disney Channel   |
| 8  | I'm in the Band               | 27 tháng 11 năm 2009 | 9 tháng 12 năm 2011  | 41     | Disney XD        |
| 9  | Good Luck Charlie             | 4 tháng 4 năm 2010   | 16 tháng 2 năm 2014  | 97     | Disney Channel   |
| 10 | Pair of Kings                 | 10 tháng 9 năm 2010  | 18 tháng 2 năm 2013  | 67     | Disney XD        |
| 11 | Shake It Up                   | 7 tháng 11 năm 2010  | 10 tháng 11 năm 2013 | 75     | Disney Channel   |
| 12 | A.N.T. Farm                   | 6 tháng 5 năm 2011   | 21 tháng 3 năm 2014  | 62     | Disney Channel   |
| 13 | So Random!                    | 5 tháng 6 năm 2011   | 25 tháng 3 năm 2012  | 26     | Disney Channel   |
| 14 | Kickin' It                    | 13 tháng 6 năm 2011  | 25 tháng 3 năm 2015  | 84     | Disney XD        |
| 15 | Jessie                        | 30 tháng 9 năm 2011  | 16 tháng 10 năm 2015 | 98     | Disney Channel   |
| 16 | Austin & Ally                 | 2 tháng 12 năm 2011  | 10 tháng 1 năm 2016  | 87     | Disney Channel   |
| 17 | Lab Rats                      | 27 tháng 2 năm 2012  | 3 tháng 2 năm 2016   | 90     | Disney XD        |
| 18 | Crash & Bernstein             | 8 tháng 10 năm 2012  | 11 tháng 8 năm 2014  | 39     | Disney XD        |
| 19 | Dog With a Blog               | 12 tháng 10 năm 2012 | 25 tháng 9 năm 2015  | 69     | Disney Channel   |
| 20 | Liv and Maddie                | 19 tháng 7 năm 2013  | 24 tháng 3 năm 2017  | 80     |                  |

### Sắp ra mắt
- Liv & Maddie (mùa thu 2013)[1]

## Phim

### Phim rạp
| # | Tên                       | Ngày công chiếu     | Kinh phí    | Doanh thu    | RT  | IMDb |
| - | ------------------------- | ------------------- | ----------- | ------------ | --- | ---- |
| 1 | Hannah Montana: The Movie | 10 tháng 4 năm 2009 | $35,000,000 | $155,545,279 | 44% | 3.7  |

### Phim truyền hình
| # | Tên                                 | Ngày phát sóng      |
| - | ----------------------------------- | ------------------- |
| 1 | Wizards of Waverly Place: The Movie | 28 tháng 8 năm 2009 |
| 2 | The Suite Life Movie                | 25 tháng 3 năm 2011 |
| 3 | Good Luck Charlie, It's Christmas!  | 2 tháng 12 năm 2011 |
| 4 | The Wizards Return: Alex vs. Alex   | 15 tháng 3 năm 2013 |

## Phim gộp
| # | Tên                                      | Ngày phát sóng       | Gộp giữa                                                            |
| - | ---------------------------------------- | -------------------- | ------------------------------------------------------------------- |
| 1 | That's So Suite Life of Hannah Montana   | 28 tháng 7 năm 2006  | That's So Raven, The Suite Life of Zack & Cody, và Hannah Montana   |
| 2 | Take This Job and Love It                | 16 tháng 6 năm 2007  | Hannah Montana và Cory in the House                                 |
| 4 | Wizards on Deck with Hannah Montana      | 17 tháng 7 năm 2009  | Wizards of Waverly Place, The Suite Life on Deck, và Hannah Montana |
| 5 | Weasels on Deck                          | 11 tháng 10 năm 2010 | I'm in the Band và The Suite Life on Deck                           |
| 6 | Charlie Shakes It Up                     | 5 tháng 6 năm 2011   | Good Luck Charlie và Shake It Up                                    |
| 7 | Austin & Jessie & Ally All Star New Year | 7 tháng 12 năm 2012  | Austin & Ally và Jessie                                             |

Ghi chú:
- Cả "That's So Suite Life of Hannah Montana" và "Wizards on Deck with Hannah Montana" đều được tính thành ba tập phim riêng biệt. "Take This Job and Love It" được chính thức tính làm một tập phim của Hannah Montana, "Weasels on Deck" được tính làm một tập phim của I'm in the Band, "Charlie Shakes It Up" được tính làm một tập phim của Good Luck Charlie, và Austin & Jessie & Ally All Star New Year được tính làm một tập phim của cả hai loạt phim.
- Mỗi năm nều có một tập phim gộp giữa các chương trình, trừ năm 2008.

## Truyền hình đặc biệt
| # | Tên                     | Ngày phát sóng      | Bao gồm                                                             |
| - | ----------------------- | ------------------- | ------------------------------------------------------------------- |
| 1 | Wish Gone Amiss Weekend | 13 tháng 7 năm 2007 | Cory in the House, The Suite Life of Zack & Cody, và Hannah Montana |

## Lập trình SD và HD
Sonny with a Chance và tất cả các loạt phim được sản xuất từ năm 2009, cùng với những mùa phim của những loạt phim được sản xuất trước năm 2009 nhưng vẫn được phát sóng tiếp trong năm đó, đã bắt đầu được sản xuất với độ nét cao (HD), còn tất cả các loạt phim hay mùa phim được quay trước năm 2009 đều được sản xuất với độ nét tiêu chuẩn (SD).